# Christer Rake
Christer Rake (Stavanger, 4 de juny de 1982) va ser un ciclista noruec, professional des del 2006 al 2012.

## Palmarès
- 2010
  - 1r al Gran Premi Ringerike i vencedor d'una etapa
- 2011
  - Vencedor d'una etapa a la Volta a Noruega